# 1996年欧洲超级杯
1996年欧洲超级杯是第21届欧洲超级杯。赛事于1997年1月15日和2月5日分别在巴黎王子公园球场和巴勒莫巴尔贝拉球场举行，由1995–96年欧洲冠军联赛冠军尤文图斯对阵1995–96年歐洲盃賽冠軍盃冠军巴黎圣日耳曼。尤文图斯最终以总比分9–2获得冠军。